# Rasmus Bøgebjerg
Rasmus Severin Bøgebjerg, född den 19 mars 1859 i Reerslev vid Ruds Vedby, död den 14 januari 1921, var en dansk skulptör.
Bland Bøgebjergs främsta arbeten märks Ung skrivande flicka i Statens Museum for Kunst, Köpenhamn och hans monumentals staty av Nikolaj Frederik Severin Grundtvig.